# A Noite do Castelo
A Noite do Castelo é a primeira ópera séria do compositor brasileiro Antônio Carlos Gomes, com libreto de Antônio José Fernando dos Reis baseada na novela homônima de Antônio Feliciano de Castilho. A ópera, representada no Theatro Lyrico Fluminense, no Rio de Janeiro, teve sua estréia no dia 4 de setembro de 1861. Sob a regência do compositor, foi dedicada a Francisco Manuel da Silva.
A Noite do Castelo foi a sua primeira ópera verdadeiramente nacional, que atraiu a atenção e o aplauso geral para o extraordinário talento do moço compositor paulista, saído da pequena cidade de Campinas. Contava ele então com seus alegres 25 anos de idade. Pleno alvorecer de sua existência de artista.

## História
Em 1860, Nhô Tonico, como Carlos Gomes era carinhosamente chamado pelos amigos, decidiu sair de Campinas e ir para o Rio de Janeiro, lá iniciou sua carreira de Maestro. Lá, longe da família e saudoso de seu amado pai, escreveu-lhe as seguintes linhas:

"Meu bom pai.
Escrevo esta só para não demorar uma boa notícia. Afinal tenho um libreto. Foi extraído do poema de Castillo---A Noite do Castelo. Hoje mesmo começo a trabalhar na composição da ópera, prepare-se portanto, para vir ao Rio de Janeiro em 1861. Saudades muitas às manas e aos manos, principalmente ao Juca, abençoe-me como a seu filho muito grato. Carlos."

A ópera revelou Carlos Gomes ao público carioca e estabeleceu um franco sucesso nos meios musicais brasileiros.
Nessa ocasião, além das palavras, flores, versos e saudações delirantes, recebeu do Imperador do Brasil a Imperial Ordem da Rosa cravejada de brilhantes; da sociedade Campesina uma coroa de ouro maciço; das senhoras e moças fluminenses uma batuta de ouro, e de Francisco Manuel uma batuta de unicórnio.

## A Música e Texto
O estilo romântico de Carlos Gomes marca o tema desta obra. A ópera oferecia bastante variedade no palco para satisfazer o gênio que foi com sua criatividade musical.
No Poema de A. F. de Castillo, o conto passa numa época gótica, cheia de terror, realçada pelo melodramático e supernatural. Inez é a heroína e Leonor é a enfermeira. No libreto de Fernando Reis para A Noite do Castelo, os papéis são trocados, Leonor se torna a heroína e Inez, a servente. Adolfo, do Poema, se torna Fernando na Ópera. Fernando Reis também cria novos personagens para a Ópera, como Raimundo, que anuncia, em sua ária a aparência do misterioso cavaleiro negro.

## Personagens
- Leonor
- Conde Orlando, O pai de Leonor
- Henrique, o marido de Leonor (supostamente morto)
- Fernando, futuro marido de Leonor
- Inez,  Dama de companhia de Leonor
- Raimundo, o servente do Conde
- Um pajem
- Roberto (um surdo)
- Acompanhado de orquestra e coro

## Sinopse
A história se passa no castelo do Conde Orlando, no tempo da Primeira Cruzada.

### Ato I

#### Cena 1
No salão do castelo de Orlando
Os nobres, as donzelas e os aldeões celebram às vésperas do casamento de Leonor e Fernando. Um pajem anuncia a todos que, embora eles estejam todos felizes,  Raimundo vai logo chegar com más notícias. Todos ficam curiosos, perguntando o que Raimundo dirá. Raimundo entra e em sua ária, "Era Alta Noite", ele narra que, numa noite terrível, enquanto ele estava sentado na porta de sua casa, meditando, ele ouviu um estranho gemido chamando, Leonor.
E, quando ele levantou os seus olhos, ele quase morreu de susto; ele viu o fantasma do cavaleiro, vestido todo em armadura, olhando para o castelo e sussurrando o nome de Leonor. Quando Orlando, pai de Leonor, pergunta a identidade do estranho cavaleiro, Raimundo explica que já está muito velho, sua visão já não está tão boa para poder ver com certeza, mas que ele pensa que era o fantasma do sobrinho de Orlando, Henrique, que aparentemente tinha morrido na batalha do Monte Sião. Orlando comenta o fato que Leonor não poderá casar com nenhum outro, caso Henrique retorne e ainda esteja vivo. Raimundo diz que por outro lado, se for realmente o fantasma de Henrique, então, um desastre horrível vai cair sobre a cabeça de todos.
De repente, um estranho cavaleiro entra no salão, vestido com uma armadura. Orlando quer saber quem é este estranho; qual cara que está escondida pelo capacete possa ser. O estranho cavaleiro acaba xingando a todos, especialmente, Leonor, quem ele acusa de ter quebrado a Promessa do Amor eterno. Enquanto ele jura vingança, Orlando assume que este cavaleiro é o fantasma de Henrique e sai afobadamente.

#### Cena 2
Na câmara de Leonor no castelo.
A cena muda para o quarto de Leonor no Castelo,  aonde Fernando vai buscá-la para acompanhá-la até os outros no salão de festas. Fernando percebe que Leonor está atormentada, e que, em sua ária, "Em Sono Plácido", ela canta a ele sobre um sonho constante que começa sempre docemente, mas depois muda e se transforma num pesadelo em qual um cavaleiro fantasma levanta a mão ameaçando a bater nela. Fernando tenta convence-la que tudo não passa de um sonho, mas ela recua com medo, vendo, em algum lugar de seu quarto, a terrível aparição de seu sonho. Fernando é capaz de acalma-la, sugerindo que ela estava alucinando. Eles ouvem o coro cantando, Viva a Leonor e o Fernando. Eles prometem um ao outro se amar para sempre e se juntam as donzelas e aos cavalheiros que vieram os cumprimentar.
De repente, o cavaleiro negro aparece novamente na porta. Todos se recuam com medo, enquanto o cavaleiro explica que ele retornou da Terra Santa e jurou não mostrar a sua cara a ninguém. Orlando tenta acalmar a situação e lhe oferece uma taça de vinho em um gesto de hospitalidade, mas o cavaleiro recusa ferozmente, dizendo que prefere beber sangue e repete que veio para se vingar. Ele então conta uma história aludindo os eventos de sua vida e de Leonor; ele diz que há muito tempo atrás duas crianças tinham jurado amor eterno, e após a Igreja lhes unir, o homem foi recrutado para ir a serviço lutar na Terra Santa. Lá, ele foi aprisionado pelo inimigo, mas conseguiu heroicamente fugir, mas só para voltar para casa e ver a sua amada nos braços de outro. Leonor está prestes a desmaiar; todos estão comovidos com a história. O cavaleiro saca uma fita azul, dizendo que ela foi dada a ele por uma falsa que tinha prometido-o Amor eterno. Ele joga a fita aos pés de Leonor. Ela então desmaia, e Fernando e os nobres que ali se encontram removem suas espadas e expulsam o cavaleiro.

### Ato II

#### cena 1
No Jardim do Castelo
O estranho cavaleiro  entra com seu servente, Roberto, a quem ele ordena que espere em um local determinado. Quando o servente sai, o Cavaleiro canta sobre seu amor por Leonor, repudia sua traição e reforça sua sede por vingança, "Oh, sim, sofri cruéis saudades". Ao escutar o som de alguém que se aproxima, ele se esconde atrás de uns arbustos.
Leonor e Fernando entram. Fernando insiste em ir para o castelo, mas Leonor hesita. O cavaleiro então os confronta. Ele desafia Fernando a um duelo. Leonor desmaia, e o cavaleiro brutalmente leva-a consigo, sendo perseguido furiosamente por Fernando. Os nobres que estão em busca do estranho cavaleiro entram, seguidos pelo conde. Leonor retorna rapidamente e diz ao seu pai que o cavaleiro matou Fernando. Então, além de seu desespero, ela imagina que seu pai, o conde, é o vingativo Cavaleiro e suplica a ele que tenha piedade dela. Enquanto isto, o coro, ao fundo, canta o comentário que ela obviamente está ficando louca.

### Ato III

#### Cena 1
No átrio da capela do castelo
Os nobres saem da capela para procurar o misterioso Cavaleiro e matá-lo. Depois que eles saem, o Conde Orlando entra. Na sua ária, "Tu, Fernando, que adotei por filho", ele reflete que era Fernando que o tinha traído, e que Henrique, que tinha morrido na batalha, era um verdadeiro cavaleiro. Ele contempla que um cavaleiro desconhecido tinha que aparecer para acusar Leonor e Fernando da desgraça que tinham causado. Os nobres entram e dizem a Orlando que eles vão levar o corpo de Fernando para a capela. Ele pergunta se eles encontraram o assassino, e quando eles respondem que suas buscas foram inúteis, ele jura liderá-los em novas buscas.

#### Cena 2
No quarto de Leonora
Inez está tentando convencer a perturbada Leonor a ir para cama e tentar dormir um pouco, mas Leonor imagina que ela vê o seu presumido marido morto. Na sua ária, "Henrique, Henrique", ela lembra de seu amor. Quando o relógio bate meia-noite, ela pede pelo Fernando, e diz a Inez que ele esta prestes a vir. Inez está perturbada, e quando Leonor ouve passos se aproximando, ela corre para a porta chamando pelo nome de Fernando.
Henrique entra com a espada na mão. Leonor o abraça, chamando-o por Fernando. Ele a empurra violentamente; ela finalmente reconhece-o. Inez e Leonor se abraçam aterrorizadamente. Henrique fecha a porta e as janelas. Ele acusa Leonor de traição e crueldade. Ela explica a ele que ela tinha tentado, em vão, morrer quando ela descobriu que ele tinha morrido em Sião. Mas ela explica que o Tempo cicatrizou seu ferido coração e que ela tinha se apaixonado novamente. Henrique, furioso, exige que ela se ajoelhe perante ele e suplique a Deus por piedade. Ela está prestes a fazer quando, de repente, ela o desafia e diz que ela se recusa a ajoelhar-se perante qualquer um. Na sua ária, "Tu que a mim desde Criança", ela o faz lembrar do amor que eles tinham durante a infância.
Henrique a empurra e, enquanto ela continua a declarar o seu amor por ele, sua fúria aumenta. Inez corre até a janela e grita por ajuda, mas quando o conde e seus soldados entram, Henrique esfaqueia Leonor. O conde saca sua espada e agride Henrique. Ele então reconhece a sua vítima e tenta ajudá-lo a se levantar. Henrique, morrendo, suplica por perdão por seu amor cego; Leonor, morrendo, pede a ele para perdoá-la. Eles se perdoam durante seus últimos suspiros, enquanto o conde lamenta sobre o destino fatal que reuniu ambas de suas crianças.

### Discografia
1978 Benito Juarez, Regente; Coral da Unicamp & Orquestra Sinfonica de Campinas.
- Conde Orlando: José Dainese
- Fernando: Alcides Acosta
- Henrique: Luis Tenaglia
- Inez: Lucia Pessagno
- Leonor: Niza de Castro Tank
- Pajem: Fernando J.C. Duarle
- Raimundo: José A. Marson
- Gravadoras: ANNA 1013 (2 LP), Voce 92 (2 LP) (live)